# Diedieniowo
Diedieniewo (ros. Деденёво) – osiedle typu miejskiego w Rosji, w obwodzie moskiewskim, 50 km na północ od Moskwy. W 2020 liczyło 6 336 mieszkańców.